# Bellante
Bellante és un municipi situat al territori de la província de Teramo, en Abruços, (Itàlia).

## Demografia
| Gràfica d'evolució de Bellante entre 1861 i 2001 |
|                                                  |

| 1r gener 2017 | 1r gener 2018 | 1r gener 2023 |
| 7.152         | 6.997         | 6.849         |